# Osvaldo Sargentelli
Osvaldo Sargentelli (Rio de Janeiro, 8 de dezembro de 1923 – Rio de Janeiro, 13 de abril de 2002) foi um radialista, apresentador de televisão e empresário da noite brasileiro.
Era filho da ítalo-brasileira Maria Ermelinda Sargentelli filha dos italianos Pietro Sargentelli e Luigia Quarelli. Maria Ermelinda nasceu a 22 de março de 1908 no Rio de Janeiro e era solteira quando registrou o filho Osvaldo. Ela era irmã de Vitorio, Maria Amélia, Armindo e Joaquim Sargentelli. 
Osvaldo Sargentelli é também tio avô em 2º grau do ator Beto Sargentelli.
Com sua voz grave peculiar, Sargentelli foi locutor de rádio no fim da década de 1940. Na extinta TV Tupi apresentou programas como O preto no branco e Advogado do Diabo, nos quais fazia perguntas polêmicas aos seus entrevistados.
Em 1964, Sargentelli foi proibido pelo regime militar de continuar com o programa. Então partiu para o samba. Abriu a casa de espetáculos "Sambão", em Copacabana, em 1969. Em 1970, abriu a "Sucata" e, em 1973, o "Oba-Oba". Casado três vezes, a primeira com Lúcia (por 8 anos), a segunda com Vera (por 11 anos) e a terceira com Almary (por 13 anos); foi pai de 7 filhos e, desde 1978, estava solteiro e tinha planos de abrir, em parceria com o empresário Ricardo Amaral, uma boate no mesmo local onde funcionara o antigo "Sucata", na Lagoa.
Ironicamente, Sargentelli apresentou problemas cardíacos justamente quando foi convidado para fazer uma participação especial na telenovela O Clone em 2002. Ele seria um dos frequentadores do bar de Dona Jura, personagem da atriz Solange Couto, e local por onde já haviam passado importantes personalidades brasileiras, como por exemplo Pelé. Era uma maneira de homenagear Sargentelli, responsável por ter revelado Solange Couto como uma das Mulatas dos shows de suas casas noturnas. Poucos minutos após ter gravado sua participação na telenovela, o apresentador começou a passar mal, sendo socorrido por uma equipe de médicos da TV Globo e internado às pressas no Hospital Barra D'Or, no Rio de Janeiro.
Faleceu em 13 de abril de 2002, aos 78 anos, vítima de uma parada cardiorrespiratória. Sargentelli se autodefinia como "mulatólogo". Ele foi um dos grandes ícones da história do samba no Brasil. Na data de seu aniversário é comemorado o Dia da Mulata.
Trechos de Sargentelli e seu show de mulatas na boate Oba-Oba podem ser vistos no filme de 1977 As Granfinas e o Camelô.
Em 1988, foi homenageado como enredo pela Escola de Samba Paulistana Águia de Ouro, que na época disputava o Grupo Especial, alcançando a 10ª posição. 
Em 1999, Sargentelli foi o enredo da Unidos da Villa Rica, que na época disputava o Grupo de Acesso A do Carnaval do Rio de Janeiro. O enredo era "Sargentelli, lenda viva do ziriguidum".

## ligações externas
- Osvaldo Sargentelli. no IMDb.